# Sarāb-e Pīrdūstī
Sarāb-e Pīrdūstī (persiska: سراب پیردوستی) är en ort i Iran.   Den ligger i provinsen Lorestan, i den nordvästra delen av landet, 400 km sydväst om huvudstaden Teheran. Sarāb-e Pīrdūstī ligger 1 787 meter över havet och antalet invånare är 103.
Terrängen runt Sarāb-e Pīrdūstī är kuperad söderut, men norrut är den platt. Runt Sarāb-e Pīrdūstī är det ganska tätbefolkat, med 56 invånare per kvadratkilometer. Närmaste större samhälle är Nūrābād, 13,7 km sydost om Sarāb-e Pīrdūstī. Trakten runt Sarāb-e Pīrdūstī består till största delen av jordbruksmark.